# Alexis-Basile-Alexandre Menjaud
Alexis Basile Alexandre Menjaud (Chusclan, 1º giugno 1791 – Bourges, 10 dicembre 1861) è stato un arcivescovo cattolico francese.

## Biografia
Alexis Basile Alexandre Menjaud nacque il 2 giugno 1791 a Chusclan nel Gard.
Ordinato sacerdote il 21 dicembre 1816, fu nominato il 18 febbraio 1839 vescovo coadiutore di Nancy con diritto di successione, ricevendo il titolo di vescovo titolare di Joppe. Fu consacrato il 2 giugno 1839 a Parigi da mons. De Forbin-Janson, vescovo di Nancy, e gli succedette come primate di Lorena l'11 luglio 1844. Il 31 dicembre 1852 fu nominato primo cappellano dell'imperatore Napoleone III, incarico ricoperto fino al restauro della carica di gran cappellano, il 31 marzo 1857, che poi sarà assegnata agli arcivescovi di Parigi. Promosso all'arcidiocesi di Bourges il 30 luglio 1859, fu confermato il 26 settembre successivo. Morì il 10 dicembre 1861 a Bourges.

## Genealogia episcopale e successione apostolica
La genealogia episcopale è:
- Cardinale Scipione Rebiba
- Cardinale Giulio Antonio Santori
- Cardinale Girolamo Bernerio, O.P.
- Arcivescovo Galeazzo Sanvitale
- Cardinale Ludovico Ludovisi
- Cardinale Luigi Caetani
- Cardinale Ulderico Carpegna
- Cardinale Paluzzo Paluzzi Altieri degli Albertoni
- Papa Benedetto XIII
- Papa Benedetto XIV
- Papa Clemente XIII
- Cardinale Giovanni Francesco Albani
- Cardinale Carlo Rezzonico
- Cardinale Antonio Dugnani
- Arcivescovo Jean-Charles de Coucy
- Cardinale Gustave-Maximilien-Juste de Croÿ-Solre
- Vescovo Charles-Auguste-Marie-Joseph Forbin-Janson
- Arcivescovo Alexis-Basile-Alexandre Menjaud

La successione apostolica è:
- Vescovo Vital-Honoré Tirmarche (1853)
- Vescovo Louis-Auguste Delalle (1855)